# Pectinura verrucosa
Pectinura verrucosa är en ormstjärneart som beskrevs av Studer 1876. Pectinura verrucosa ingår i släktet Pectinura och familjen Ophiodermatidae. Inga underarter finns listade i Catalogue of Life.